# Prasinocyma simpliciata
Prasinocyma simpliciata är en fjärilsart som beskrevs av Fletcher 1958. Prasinocyma simpliciata ingår i släktet Prasinocyma och familjen mätare. Inga underarter finns listade i Catalogue of Life.